# Werner Jothann
Werner Jothann (* 18. Mai 1907 in Eldenburg, Waren; † unbekannt) war ein deutscher Bauingenieur, der ab November 1943 die Zentralbauleitung der Waffen-SS und Polizei Auschwitz führte.

## Leben
Jothann absolvierte nach dem Abschluss seiner Schullaufbahn ein Studium an den Höheren Technischen Lehranstalten Neustadt und Buxtehude. Er trat nach der nationalsozialistischen „Machtergreifung“ 1933 der SS (SS-Nummer 169.997) bei, am 28. Juni 1937 beantragte er die Aufnahme in die NSDAP und wurde rückwirkend zum 1. Mai desselben Jahres aufgenommen (Mitgliedsnummer 5.037.905).
Jothann wurde Anfang 1941 der Bauleitung der SS-Neubauabteilung KL Auschwitz / Oberschlesien zugeteilt, die das Stammlager ausbaute. Im Dezember 1941 wurde diese in die Zentralbauleitung der Waffen-SS und Polizei Auschwitz unter Leitung von Karl Bischoff integriert.
Im März 1942 wurde Jothann zum SS-Sturmmann ernannt. Jothann war vor allem für den Bau der Zünderfabrik der Krupp AG und das Fernheizwerk verantwortlich. Trotz des niedrigen Dienstgrades wurde er dann von Bischoff zur „Schlüsselkraft für die durchzuführende Sonderaktion“ ernannt. Jothann erfuhr im März 1943 eine außerordentliche Rangerhöhung und wurde unmittelbar zum SS-Obersturmführer (Fachführer der Waffen-SS – Fachgruppe Bauwesen) befördert.
Anfang April 1943 folgte Jothann Fritz Ertl als Stellvertreter Bischoffs nach. Anfang November 1943 übernahm er als Nachfolger Bischoffs die Bauleitung in Auschwitz und wurde mit der Wahrnehmung der Geschäfte als Leiter der Zentralbauleitung betraut. Er blieb dabei „seinem ehemaligen Chef eng verbunden und unterstellt.“
Jothann beauftragte die Firma Topf und Söhne damit, die Öfen der Krematorien von  Auschwitz-Birkenau zu überholen, und ließ beim Eintreffen der ungarischen Juden im Mai 1944 eine Entlüftung in eine Gaskammer einbauen.
Nach dem Ende des Zweiten Weltkrieges lebte er in Wiesbaden. Jothann wurde im Zuge der Frankfurter Auschwitzprozesse vernommen. In den Vernehmungen zum ersten Frankfurter Auschwitzprozess bestritt er die Mitwirkung beim Bau der Vergasungsanlagen, er habe diese „nur von weitem gesehen“.